# Chrysopogon castaneus
Chrysopogon castaneus là một loài ruồi trong họ Asilidae. Chrysopogon castaneus được Clements miêu tả năm 1985. Loài này phân bố ở miền Australasia.